# Nichtstrukturprotein 1 (Influenzavirus A)
Das Nichtstrukturprotein 1 (NS1) der Influenzaviren ist ein Protein, das während einer Infektion im Zuge einer Immunevasion die Immunantwort mindert.

## Eigenschaften
Das Nichtstrukturprotein 1 kommt nicht im Virion vor, woher die Bezeichnung stammt. NS1 bindet an virale RNA und das Matrixprotein 1. Weiterhin bindet es poly(A)nd U6 snRNA NS1 hemmt die Proteine CPSF4 und das Poly-A-Schwanz-bindende Protein 2 (PABPN1) und hemmt in einer infizierten Zelle die Polyadenylierung und somit den Export zellulärer mRNA aus dem Zellkern ins Zytosol, wodurch vergleichsweise mehr virale RNA exportiert wird und der Proteinbiosynthese zur Verfügung steht. Zum Hin- und Rücktransport zwischen Zellkern und Zytosol besitzt das NS1 zwei Kernlokalisierungssignale und ein essentielles Kernexportsignal. NS1 hemmt im Zuge der Immunevasion zudem die Proteinkinase R und TRIM25, wodurch die Ubiquitinierung von DDX58 und in Folge die Induktion von Interferonen des Typs I gemindert wird. Dadurch ist NS1 ein Virulenzfaktor. Das Gen des NS1 liegt auf dem gleichen genomischen Segment wie das Gen des NS2.